# Cybianthus dussii
Cybianthus dussii (Mez) G.Agostini – gatunek roślin z rodziny pierwiosnkowatych (Primulaceae). Występuje naturalnie na Małych Antylach. 

## Morfologia
PokrójZimozielony krzew dorastający do 4 m wysokości.
LiścieBlaszka liściowa jest skórzasta i ma odwrotnie jajowaty kształt. Mierzy 1,5–2,2 cm długości oraz 1,2–1,6 cm szerokości, jest całobrzega, ma stłumioną nasadę i tępy wierzchołek. Ogonek liściowy jest owłosiony i ma 6 mm długości.
KwiatyRozdzielnopłciowe, zebrane w gronach wyrastających z kątów pędów. Mają 4 działki kielicha o trójkątnym kształcie i dorastające do 1 mm długości. Płatki są 4, są eliptyczne jajowate i mają 2 mm długości.

## Biologia i ekologia
Rośnie w lasach, na wysokości od 800 do 1200 m n.p.m.